# Zaus latiremis
Zaus latiremis är en kräftdjursart som beskrevs av Monk 1941. Zaus latiremis ingår i släktet Zaus och familjen Harpacticidae. Inga underarter finns listade i Catalogue of Life.